# Puits d'Urd

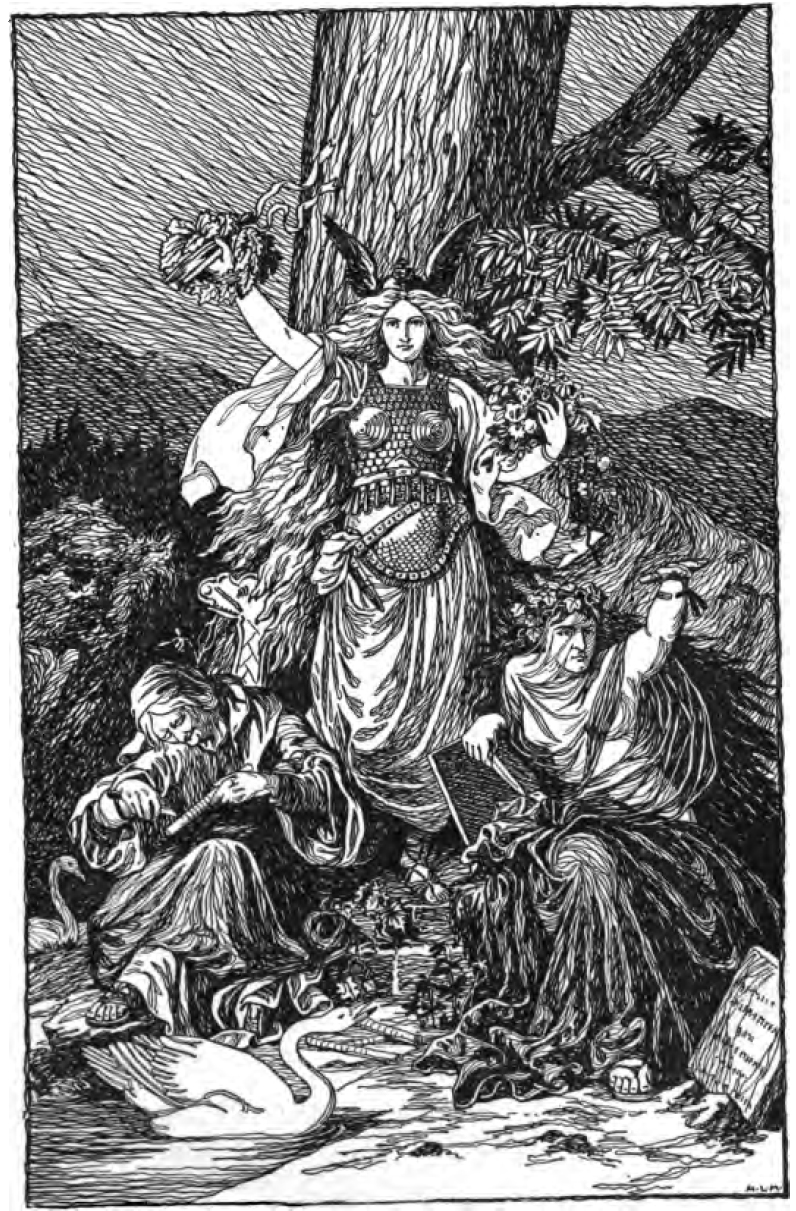
La triade des nornes au puits d'Urd - Karl Ehrenberg (1901)

Le puits d'Urd (Urdarbrunn ou Urðarbrunnr) était dans la mythologie nordique (scandinave) un puits duquel jaillissait une source sacrée. Les Nornes arrosaient Yggdrasil avec de l'eau provenant de cette source.